# Sympherobius marmoratipennis
Sympherobius marmoratipennis är en insektsart som först beskrevs av Blanchard in Gay 1851.  Sympherobius marmoratipennis ingår i släktet Sympherobius och familjen florsländor. Inga underarter finns listade i Catalogue of Life.